# Wii Fit
Wii Fit (Wiiフィット, Wī Fitto) est un jeu vidéo de simulation, développé et édité par Nintendo, sorti sur Wii le 1er décembre 2007 au Japon, le 25 avril 2008 en Europe, le 8 mai 2008 en Australie, le 19 mai 2008 aux États-Unis, le 6 décembre 2008 en Corée du Sud et le 27 décembre 2008 en Chine.
Révélé sous le nom de code Wii Health Pack, son nom définitif a été annoncé le 11 juillet 2007 par Shigeru Miyamoto à l'Electronic Entertainment Expo.
À la suite de son succès, Nintendo a annoncé à l'E3 2009 la sortie de Wii Fit Plus, ayant eu lieu en octobre 2009.

## Système de jeu

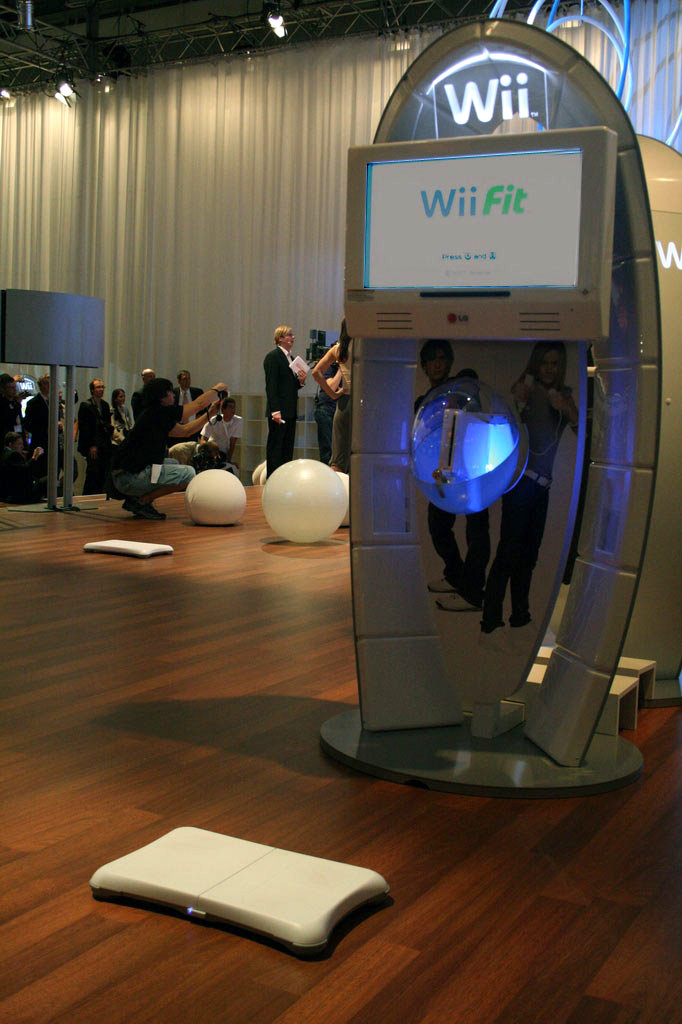
Wii Fit - Leipzig Games Convention, août 2007.

Wii Fit utilise la Wii Balance Board vendue avec le jeu. Cet accessoire (une balance rectangulaire reliée sans fil à la console Wii) peut, grâce à 4 capteurs de poids, calculer l'inclinaison du joueur et son centre de gravité et éventuellement mettre en évidence un syndrome métabolique.
À partir de ce concept simple, Wii Fit propose des exercices de souplesse, d'entraînement physique ainsi que certains mini-jeux comme le saut à skis ou la danse.
Ainsi 40 épreuves physiques, sont à disposition. Ces épreuves sont réparties suivant 5 catégories : 
- Yoga : différentes postures à reproduire tout en contrôlant sa respiration.
- Gymnastique : étirements, abdominaux, pompes, flexions...
- Aérobic : Hula hoop, exercice de step, jogging (se pratique sans la Wii Balance Board, avec la Wiimote en main ou dans une poche), step dancing, jogging à deux, boxe en rythme (combinaison Wiimote + Nunchuk nécessaire), step d'endurance et course d'endurance.
- Jeux d'équilibre : Reprise de la tête, ski, saut à ski, jeu de billes, funambulisme, promenade en bulle, chasse au poisson, snowboard et méditation zazen.
- Favoris : Les 10 jeux les plus disputés.

Lors de la première utilisation de Wii Fit, l'indice de masse corporelle (IMC) du joueur est calculé et ce dernier est alors classé dans l'une des catégories suivantes : obèse, sur-poids, poids idéal ou sous-poids. Ensuite il s'agit de se fixer un objectif (réalisable) à atteindre : perdre x kilos en n semaines.
De telles données pouvant se révéler sensibles au sein d'une famille ou d'un groupe d'amis, chaque joueur peut protéger ses informations personnelles par un mot de passe.
En fonction du temps passé et des résultats obtenus, de nouveaux jeux, de nouveaux exercices ou de nouvelles postures de Yoga sont débloqués.

## Accueil
Wii Fit s’est vendu à plus d’un million d’exemplaires en un mois au Japon. Mi-Octobre 2009, il s'est écoulé à 22.30 millions d'exemplaires dans le monde.

## Postérité
Ce jeu a donné suite à Wii Fit Plus, qui reprend ainsi tous les éléments qu'il comprend tout en en introduisant de nouveaux. Par ailleurs, l'entraîneuse sportive et son homologue masculin sont des personnages jouables des jeux Super Smash Bros. for Nintendo 3DS / for Wii U et Super Smash Bros. Ultimate, sous les noms Entraîneuse et Entraîneur Wii Fit. Ainsi, leurs mouvements sont basés sur ceux des différents exercices, notamment de yoga et de musculation, de Wii Fit.